# Silvergräs
Silvergräs, Stipa calamagrostis är en gräsart som först beskrevs av Carl von Linné, och fick sitt latinska namn av Göran Wahlenberg. Silvergräs ingår i släktet fjädergrässläktet, och familjen gräs. Inga underarter finns listade i Catalogue of Life.

## Bildgalleri

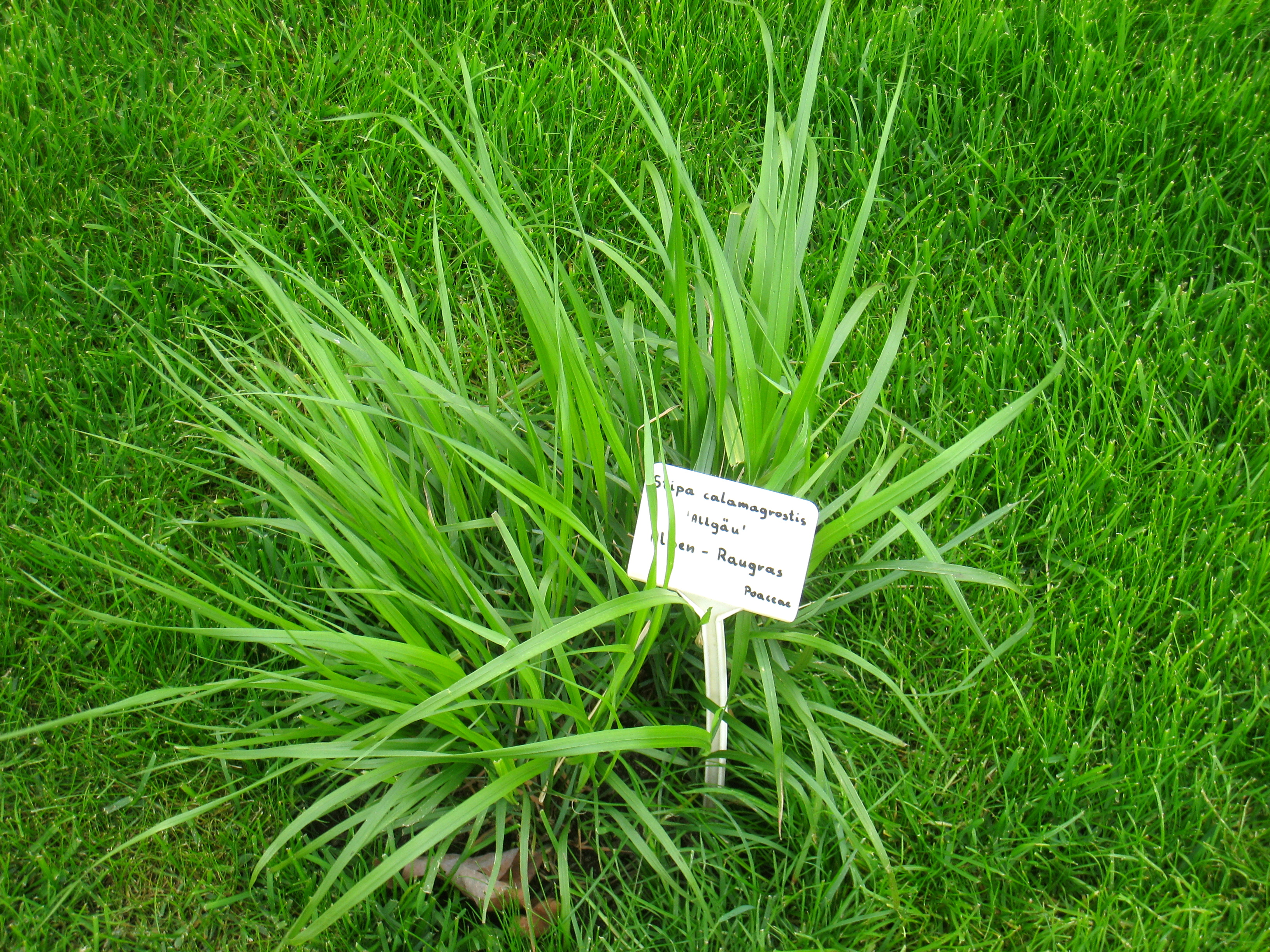
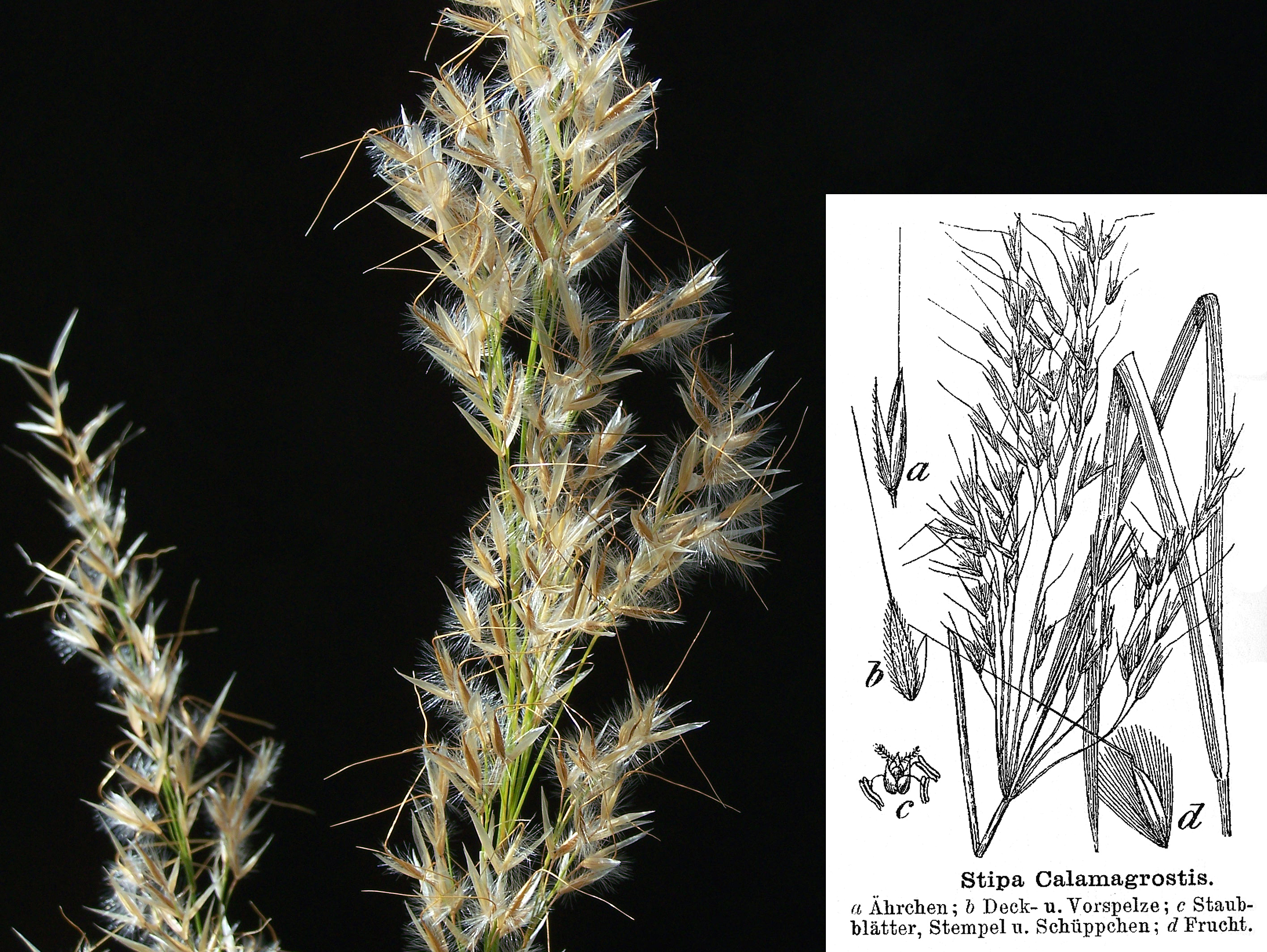